# خوشی (فیلم ۲۰۰۸)
خوشی 
(به تلوگویی: Jalsa) فیلمی است محصول سال ۲۰۰۸ و به کارگردانی تریویکرام سرینواس است. در این فیلم بازیگرانی همچون پاوان کالیان، ایلیانا دی‌کروز، پارواتی ملتون، کامالینی موکرجی، موکش ریشی، پراکاش راج و ماکاراند دشپانده ایفای نقش کرده‌اند.